# Botajská kultura

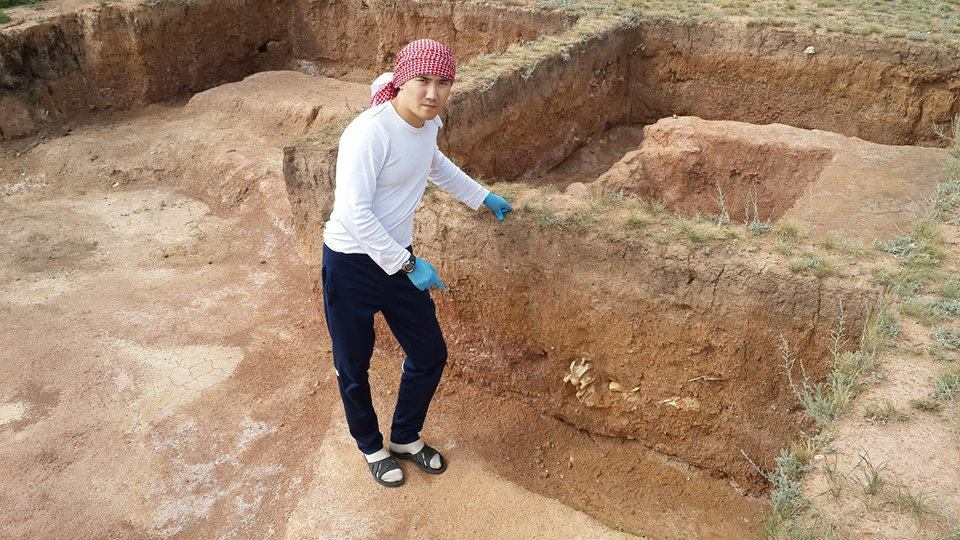
Výzkum na lokalitě Botaj

Botajská kultura je archeologická kultura datovaná do období přibližně 3700 až 3100 př. n. l. Lidé náležející k této kultuře obývali území v severní části střední Asie. Pojmenována byla po nalezišti Botaj, ležícím v moderním Kazachstánu, kde bylo objeveno sídliště patřící této kultuře. Mezi další významná naleziště patří lokality Krasnyj Jar a Vasilkovka. Lokalita Botaj leží na řece Imanburlyq, která je přítokem řeky Išim. Na této lokalitě bylo objeveno nejméně 153 pozůstatků polozemnic. Ovšem část sídliště byla zničena stále probíhající říční erozí a také hospodářskými zásahy v zalesněné oblasti.

## Způsob života

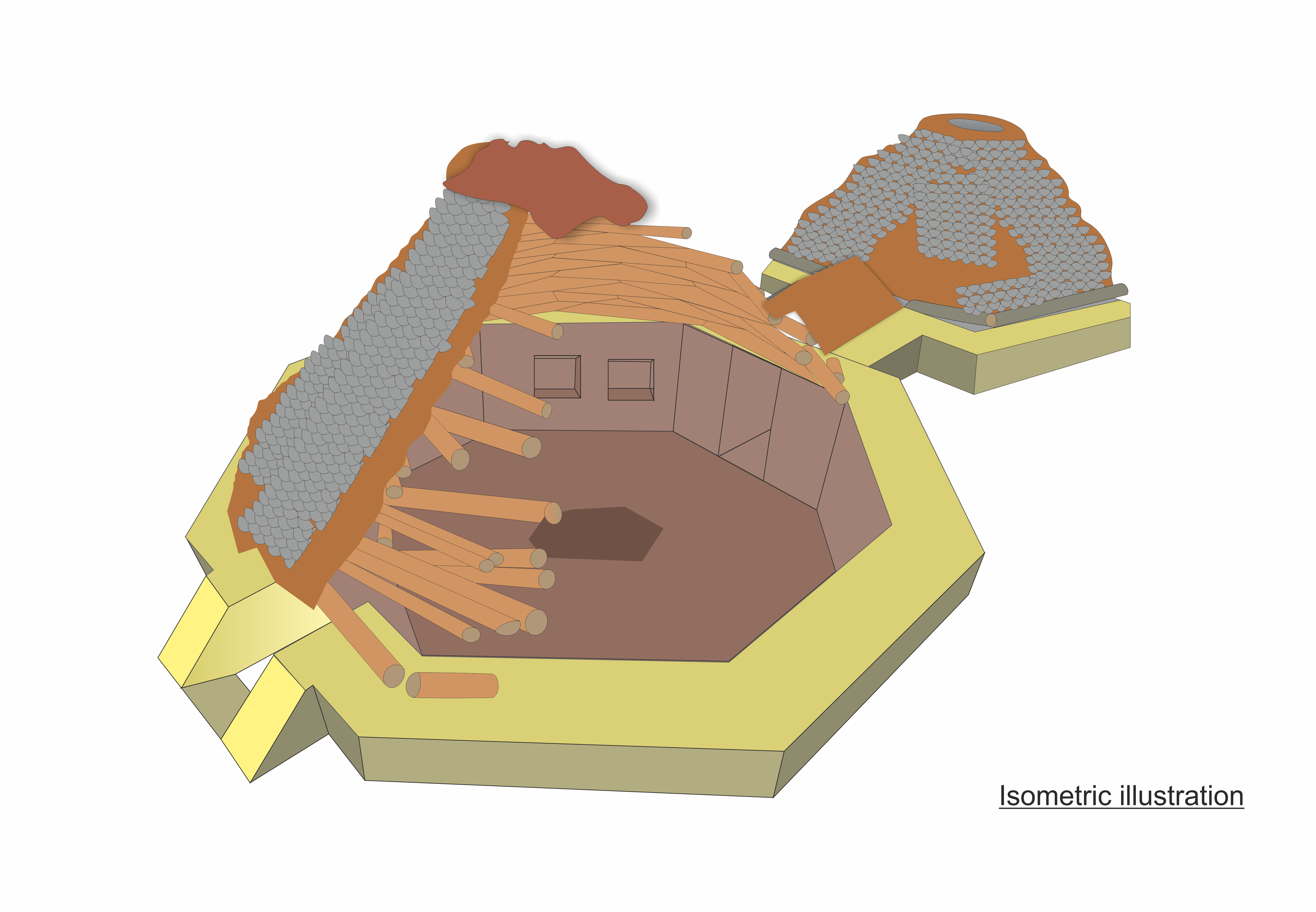
Rekonstrukce polozemnice botajské kultury

Botajská kultura vznikla s přechodem od kočovného životního stylu lovců a sběračů, kteří lovili rozmanitou zvěř, k usedlejšímu způsobu života raných pastevců, s určitými prvky přežívajícími z předchozího období. Osady náležející botajské kultuře sestávaly z relativně velkých a trvalých polozemnic. V potravě lidí botajské kultury bylo silně zastoupeno koňské maso. Dřívější lovci a sběrači, kteří žili ve stejné oblasti, nelovívali divoké koně s takovým úspěchem a žili po tisíciletí v menších, pohyblivějších osadách, které často obsahovaly méně než 200 kostí divokých zvířat.
Botajská kultura je považována za místo rané domestikace koně. V osadách a v jejich okolí bylo nalezeno velké množství koňských kostí, spolu s ohradami, které mohli sloužit k chovu koní a také s nálezy koňského trusu. Tyto důkazy nasvědčují, že chovali koně, avšak názory badatelů na to, zda se jednalo o již domestikované koně, nebo o chov divokých koní, se různí. Na lokalitách spojených s touto kulturou nebyly nalezeny žádné kosti dobytka ani ovcí, jedinými domestikovanými zvířaty zde kromě koní byli psi. V odpadních jámách na těchto lokalitách byly objeveny stovky tisíc zvířecích kostí, z nichž 65 až 99 % pocházelo z koní.
Původně se předpokládalo, že většina zde nalezených koňských pozůstatků pravděpodobně pochází z Equus ferus, který byl loven luky, šípy a oštěpy. V roce 2009 byla objevena keramika, která obsahovala stopy kobylího mléka, což bylo považováno za důkaz o dojení koní. Tuky pocházející z koňského mléka se vsákly do keramických střepů datovaných do období okolo roku 3500 př. n. l. Novější studie analyzující zubní kámen však naznačují, že lidé botajské kultury mléčné výrobky nekonzumovali. Toto zjištění by mohlo potenciálně vyloučit předchozí závěry o dojení koní vycházejících z nalezených stop na keramice. Není ale vyloučené, že se nadojené mléko mohlo používat k jinému účelu, například k ručnímu odchovu domácích zvířat.
Celá stáda koní byla lovci z botajské kultury porážena, zřejmě během jejich loveckých výprav. Osvojení si jízdy na koni mohlo vysvětlovat vznik specializovaných technik lovu koní a zakládání větších a trvalejších sídel. Domestikovaní koně mohli být převzati ze sousedních pasteveckých společností žijících ve stepích západně od Uralu, kde chovala chvalynská kultura stáda dobytka a ovcí a možná i domestikované koně, a to již okolo roku 4800 př. n. l.
Jiní badatelé však zastávají hypotézu, že všichni botajští koně byli divocí a že lovci k lovu divokých koní domestikované koně nepoužívali. Jako důkaz uvádějí, že zoologové u botajských koní nenašli žádné kosterní změny, které by naznačovaly domestikaci. Navíc, protože byli loveni pro potravu, většina koňských pozůstatků nalezených na sídlištích botajské kultury byla pravděpodobně divoká. Na druhou stranu, všichni domestikovaní jezdečtí koně byli pravděpodobně stejně velcí jako jejich divocí příbuzní a není je tedy možné rozlišit podle velikosti kostí. Poznamenávají také, že věková struktura koní poražených botajskou kulturou představuje přirozený demografický profil ulovených zvířat, nikoliv vzorec očekávaný v případě, že by byla domestikována a vybrána k porážce. Tyto argumenty však byly publikovány dříve, než byla v roce 2006 v Krasném Jaru objevena ohrada z eneolitu a na dvou dalších nalezištích botajské kultury rohože z koňského trusu. Dostupné poznatky tak podporují spíše teorii, že botajská kultura chovala domestikované koně.
Studie z roku 2018 odhalila, že koně botajské kultury významně nepřispěli ke genetice moderních domestikovaných koní, a proto musela být za vznik těchto moderních domácích koní odpovědná jiná a samostatná domestikace. Genetické důkazy také spojují koně botajské kultury s koněm Převalského, což vedlo k debatám, zda by koně Převalského měli být považováni za nikdy nedomestikovanou populaci nebo za divoké potomky domestikovaných koní botajské kultury.
Damgaard a kol. v roce 2018 potvrdili, že koně botajské kultury nebyli předky moderního domestikovaného koně (Equus ferus caballus), ale přesto byli domestikováni. Tvrdí to na základě tří typů opotřebení nalezených na koňských zubech a čelistních kostech, které svědčí o používání udidla k ovládání koní (pomocí otěží nebo uzdy). Byly také objeveny pozůstatky koní s barevným lokusem TRPM1, díky kterému mají koně skvrnitou "leopardí" srst. Koně se dvěma kopiemi tohoto genu však trpí stacionární šeroslepostí. Neschopnost vidět v tlumeném světle je ve volné přírodě v oblasti stepí významnou nevýhodou, takže je nepravděpodobné, že by takto zbarvení koně ve volné přírodě přežili a založili vlastní populaci, pokud by nebyli chráněni lidmi, kteří se o ně starali. Změny barvy srsti jsou typickým časným ukazatelem domestikace a byly spojovány s domestikací moderního domácího koně.
Přestože botajská kultura se vyskytuje ve stejném období jako kultury kovovýrobců z eneolitu a rané doby bronzové, které obývaly jiné části Euroasijské stepi, neexistují žádné důkazy o tom, že by se metalurgie používala i v botajských osadách. Nástroje zde byly vyráběny z kamene a koňských kostí, přičemž výroba kamenných nástrojů se posunula od mikrolitů předchozích nomádských lovecko-sběračských kultur k větším pěstním klínům. Botajská keramika sestávala z jednoduchých tvarů. Většina nalezených exemplářů měla šedou barvu a byla neglazovaná. Výzdoba byla geometrická, včetně šrafovaných trojúhelníků a kosočtverců, stejně jako stupňovitých motivů. Jako dekorativní motivy se používaly také tečky a kruhy.

## Rekonstrukce jazyka
Asko Parpola naznačuje, že jazyk botajské kultury nelze jednoznačně identifikovat s žádným známým jazykem ani jazykovou rodinou. Tvrdí, že protourgické slovo *lox znamenající kůň je přejato z jazyka botajské kultury. Vladimir Napolskich se však domnívá, že toto slovo pochází z proto-tocharského jazyka ze slova *l(ə)wa znamenající kořist nebo hospodářské zvíře.

## Archeogenetika
Genetické analýzy provedené na pěti exemplářích z botajské kultury, z nichž čtyři byli muži a jedna žena, odhalily vysokou genetickou afinitu mezi nimi a "západosibiřskými lovci a sběrači", což je genetický klastr reprezentovaný třemi jedinci lovců a sběračů datovaných přibližně do roku 5000 př. n. l. pocházejících z ruské zalesněné oblasti ležící východně od Uralu v Ťumeňské oblasti. Obě skupiny tak odvozují svůj původ primárně ze zdroje podobného starým severním eurasijcům, s dalším přínosem od starověkých východoasijců (u botajské kultury byl tento vliv větší). Existují další důkazy o menším toku genů od předka evropských lovců a sběračů, který je nejvíce reprezentován východními lovci a sběrači, kteří sami mají spřízněnost se starými severními euroasijci a západními lovci a sběrači.